# Adis Alagić
Adis Alagić (* 21. Juni 1994 in Villach, Kärnten) ist ein slowenisch-österreichischer Eishockeyspieler, der seit 2020 bei den Graz 99ers in der ICE Hockey League unter Vertrag steht.

## Karriere
Adis Alagić spielte bereits im Alter von sechs Jahren beim VSV, seit der U12 als Stürmer. 2011 und 2012 gewann er jeweils mit der U20-Mannschaft des VSV den österreichischen Meistertitel. 2013 gelang zwar kein Titelgewinn, doch erzielte Alagić in dieser Saison 21 Tore und 30 Vorlagen. Mit 25 Toren und 47 Vorlagen konnte er auch in der U20-Saison 2013/14 überzeugen und erhielt einen Profivertrag für die folgende Saison 2014/15, wo er unter dem Trainer Hannu Järvenpää auflief. Nach der Saison 2015/16 wurde er kostenfrei an den slowenischen Verein HDD Olimpija Ljubljana verliehen, wo Alagić in der Saison 2016/17 seine sportliche Entwicklung steigern sollte. In der Saison 2017/18 sollte er wieder für den VSV auflaufen; ein diesbezüglicher Vorvertrag wurde unterzeichnet. Im November 2016 wechselte Alagić von Ljubljana zum Farmteam des EV Zug, der EVZ Academy, in die Schweizer National League B.
Im April 2017 gab der EC VSV die Rückkehr von Adis Alagić bekannt. Nach nur acht Einsätzen wurde er im November 2017 vom slowenischen Verein HDD Jesenice aus der Alps Hockey League (AHL) unter Vertrag genommen. Im April 2018 gab Ligagegner EHC Lustenau die Verpflichtung von Alagić bekannt. 
Zwischen Februar 2019 und März 2020 spielte Alagić wieder beim EC VSV.

## Erfolge
- 2011 Österreichischer Jugendmeister mit dem EC VSV
- 2012 Österreichischer Jugendmeister mit dem EC VSV
- 2014 Meiste Assists der EBYSL